# Calle 167 (línea de la Avenida Jerome)
La Calle 167 es una estación en la línea de la Avenida Jerome del Metro de Nueva York de la división A del Interborough Rapid Transit Company. La estación se encuentra localizada en Highbridge en El Bronx entre la Calle 167 Este y la Avenida River. La estación es servida en varios horarios por los trenes del Servicio .

## Enlaces externos

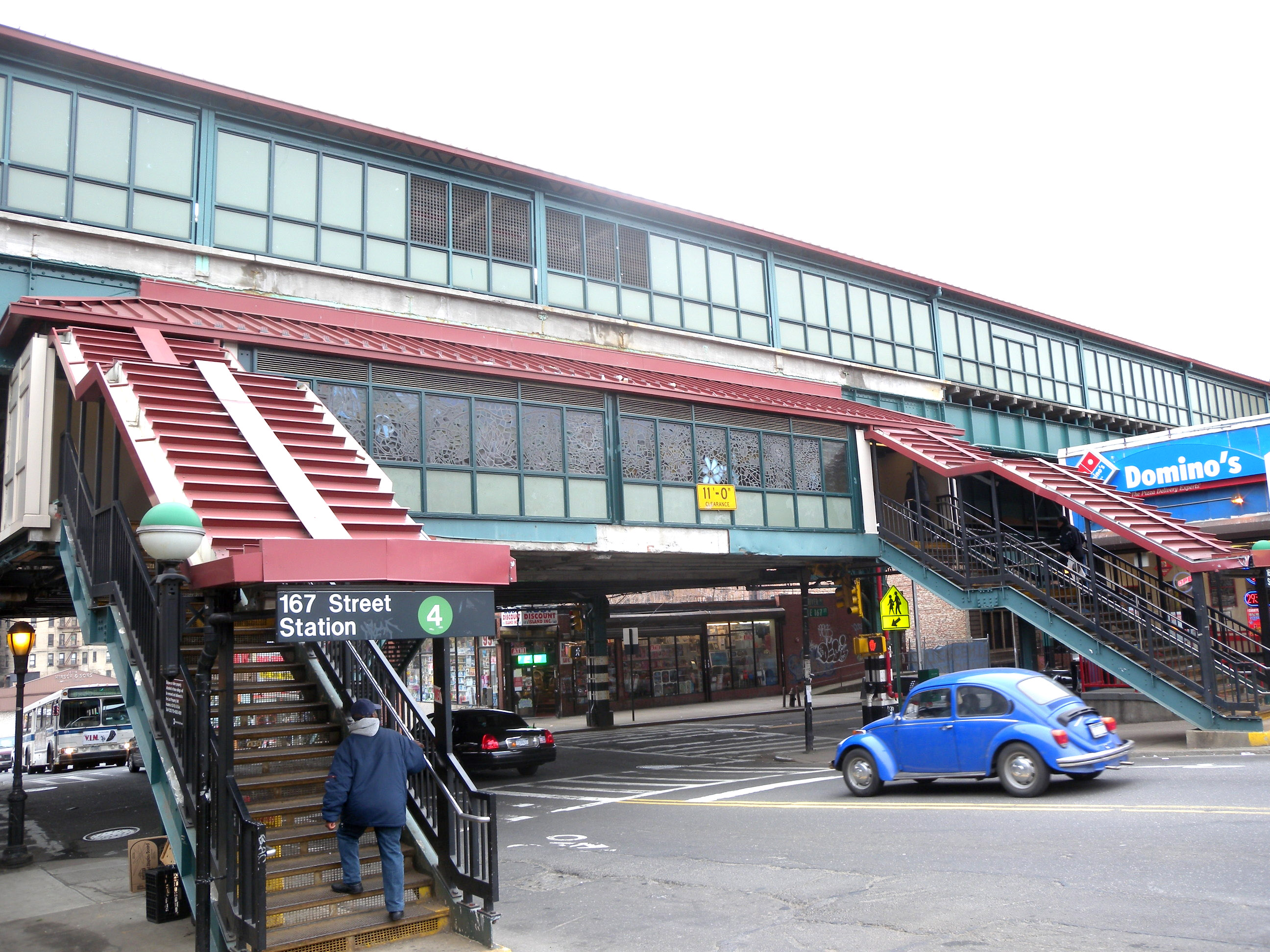
Escaleras